# Bocchoris acamasalis
Bocchoris acamasalis är en fjärilsart som beskrevs av Walker 1859. Bocchoris acamasalis ingår i släktet Bocchoris och familjen Crambidae. Inga underarter finns listade i Catalogue of Life.